# Cameronianos

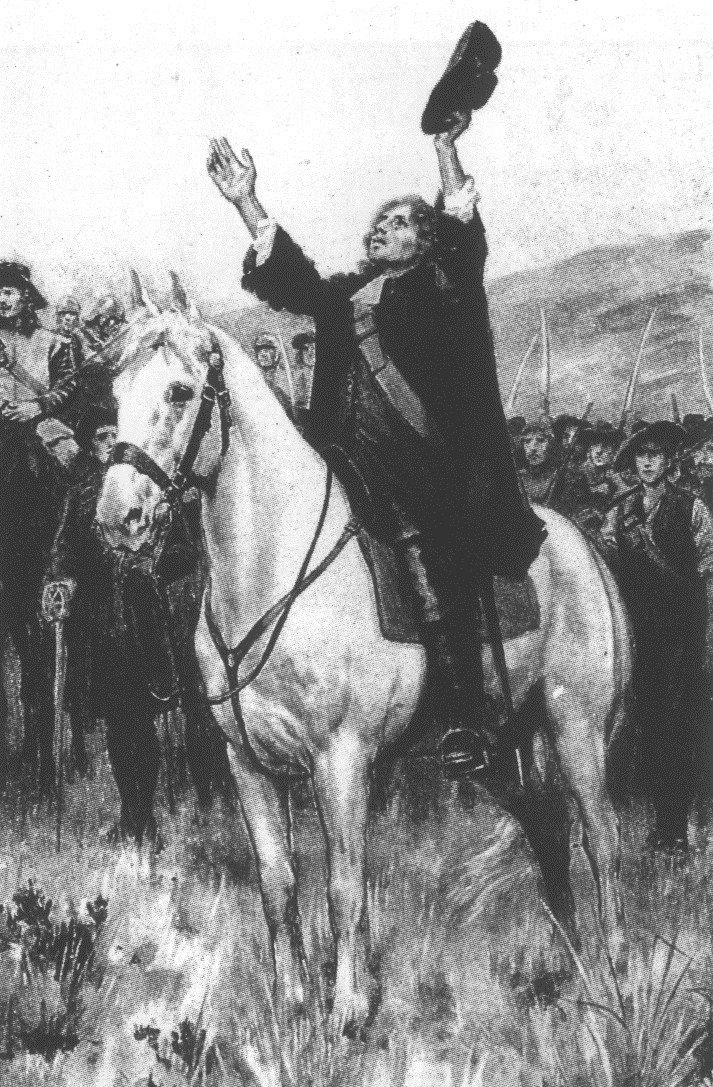
Arquibaldo Cameron

En el siglo XVII, se dio el nombre de cameronianos en Escocia a una secta que tenía por jefe a Arquibaldo Cameron, ministro presbiteriano de un carácter singular. 
No quería recibir la libertad de conciencia que Carlos II rey de Inglaterra concedíó los presbiterianos; porque según él, era reconocer la supremacía del rey y considerarle como jefe de la Iglesia. En este rasgo se reconocía el genio característico del calvinismo. Estos sectarios, no contentos con haber producido un cisma con los demás presbiterianos, llevaron el fanatismo hasta declarar a Carlos II inhábil para la corona y se sublevaron. Se los redujo con facilidad y en 1690, en el reinado de Guillermo III, se reunieron a los demás presbiterianos. En 1706, comenzaron de nuevo a excitar turbulencias en Escocia, se reunieron en gran número y tomaron las armas cerca de Edimburgo pero fueron dispersados por las tropas disciplinadas que se enviaron en su persecución. Se cree que tenían más odio a los presbiterianos que a los episcopales.
Es preciso no confundir el jefe de estos cameronianos con Juan Cameron, otro calvinista escocés que pasó a Francia y enseñó en Sedan, Saumur y Montauban. Este era un hombre muy moderado que desaprobó el fanatismo de los que se sublevaron contra Luis XIII y experimentó muy malos tratamientos por su parte. Dejó algunas obras recomendables.